# 12 Heures de Sebring 2006
Navigation
Édition précédente Édition suivante
Les 12 Heures de Sebring 2006 sont la 54e édition de l'épreuve et la 1re course de l'American Le Mans Series 2006. Elles ont été remportées le 18 mars 2006 par l'Audi no 02 de Rinaldo Capello, Allan McNish et Tom Kristensen.

## Circuit

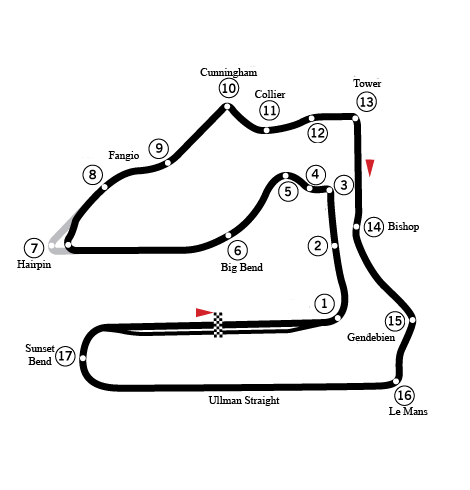
Le Sebring International Raceway, cadre des 12 Heures de Sebring 2006.

Les 12 Heures de Sebring 2006 se déroulent sur le Sebring International Raceway situé en Floride. Il est composé de deux longues lignes droites, séparées par des courbes rapides ainsi que quelques chicanes. Ce tracé a un grand passé historique car il est utilisé pour des courses automobiles depuis 1950. Ce circuit est célèbre car il a accueilli la Formule 1.

## Résultats
Voici le classement au terme de la course.
- Les vainqueurs de chaque catégorie sont signalés par un fond jauni.
- Pour la colonne Pneus, il faut passer le curseur au-dessus du modèle pour connaître le manufacturier de pneumatiques.

| Pos    | Cat  | n°  | Équipe                                      | Pilotes                                             | Châssis                          | Pneus | Tours |
| Pos    | Cat  | n°  | Équipe                                      | Pilotes                                             | Moteur                           | Pneus | Tours |
| ------ | ---- | --- | ------------------------------------------- | --------------------------------------------------- | -------------------------------- | ----- | ----- |
| 1      | LMP1 | 2   | Audi Sport North America                    | Rinaldo Capello Allan McNish Tom Kristensen         | Audi R10 TDI                     | M     | 349   |
| 1      | LMP1 | 2   | Audi Sport North America                    | Rinaldo Capello Allan McNish Tom Kristensen         | Audi TDI 5.5L Turbo V12 (Diesel) | M     | 349   |
| 2      | LMP2 | 37  | Intersport Racing                           | Jon Field Clint Field Liz Halliday (en)             | Lola B05/40                      | G     | 345   |
| 2      | LMP2 | 37  | Intersport Racing                           | Jon Field Clint Field Liz Halliday (en)             | AER P07 2.0L Turbo I4            | G     | 345   |
| 3      | GT1  | 4   | Corvette Racing                             | Oliver Gavin Olivier Beretta Jan Magnussen          | Chevrolet Corvette C6.R          | M     | 338   |
| 3      | GT1  | 4   | Corvette Racing                             | Oliver Gavin Olivier Beretta Jan Magnussen          | Chevrolet LS7r 7.0L V8           | M     | 338   |
| 4      | GT1  | 009 | Aston Martin Racing                         | Stéphane Sarrazin Pedro Lamy Jason Bright (en)      | Aston Martin DBR9                | P     | 337   |
| 4      | GT1  | 009 | Aston Martin Racing                         | Stéphane Sarrazin Pedro Lamy Jason Bright (en)      | Aston Martin 6.0L V12            | P     | 337   |
| 5      | LMP1 | 16  | Dyson Racing                                | James Weaver Butch Leitzinger Andy Wallace          | Lola B06/10                      | M     | 336   |
| 5      | LMP1 | 16  | Dyson Racing                                | James Weaver Butch Leitzinger Andy Wallace          | AER P32T 3.6L Turbo V8           | M     | 336   |
| 6      | GT1  | 007 | Aston Martin Racing                         | Darren Turner Tomáš Enge Nicolas Kiesa              | Aston Martin DBR9                | P     | 324   |
| 6      | GT1  | 007 | Aston Martin Racing                         | Darren Turner Tomáš Enge Nicolas Kiesa              | Aston Martin 6.0L V12            | P     | 324   |
| 7      | GT1  | 3   | Corvette Racing                             | Ron Fellows Johnny O'Connell Max Papis              | Chevrolet Corvette C6.R          | M     | 324   |
| 7      | GT1  | 3   | Corvette Racing                             | Ron Fellows Johnny O'Connell Max Papis              | Chevrolet LS7r 7.0L V8           | M     | 324   |
| 8 Abd  | LMP2 | 6   | Penske Racing                               | Lucas Luhr Sascha Maassen Emmanuel Collard          | Porsche RS Spyder                | M     | 323   |
| 8 Abd  | LMP2 | 6   | Penske Racing                               | Lucas Luhr Sascha Maassen Emmanuel Collard          | Porsche MR6 3.4L V8              | M     | 323   |
| 9      | GT2  | 50  | Multimatic Motorsports Team Panoz           | David Brabham Scott Maxwell Sébastien Bourdais      | Panoz Esperante GT-LM            | P     | 320   |
| 9      | GT2  | 50  | Multimatic Motorsports Team Panoz           | David Brabham Scott Maxwell Sébastien Bourdais      | Ford (Élan) 5.0L V8              | P     | 320   |
| 10     | GT2  | 45  | Flying Lizard Motorsports                   | Marc Lieb Johannes van Overbeek Jon Fogarty         | Porsche 911 GT3-RSR              | M     | 320   |
| 10     | GT2  | 45  | Flying Lizard Motorsports                   | Marc Lieb Johannes van Overbeek Jon Fogarty         | Porsche 3.6L Flat-6              | M     | 320   |
| 11     | GT2  | 62  | Risi Competizione                           | Ralf Kelleners Jaime Melo Anthony Lazzaro           | Ferrari F430 GTC                 | M     | 320   |
| 11     | GT2  | 62  | Risi Competizione                           | Ralf Kelleners Jaime Melo Anthony Lazzaro           | Ferrari 4.0L V8                  | M     | 320   |
| 12     | LMP2 | 41  | Binnie Motorsports                          | William Binnie Allen Timpany Rick Sutherland        | Lola B05/42                      | M     | 317   |
| 12     | LMP2 | 41  | Binnie Motorsports                          | William Binnie Allen Timpany Rick Sutherland        | Zytek ZG348 3.4L V8              | M     | 317   |
| 13     | GT2  | 44  | Flying Lizard Motorsports                   | Darren Law Seth Neiman Lonnie Pechnik               | Porsche 911 GT3-RSR              | M     | 315   |
| 13     | GT2  | 44  | Flying Lizard Motorsports                   | Darren Law Seth Neiman Lonnie Pechnik               | Porsche 3.6L Flat-6              | M     | 315   |
| 14     | GT2  | 80  | Team LNT                                    | Richard Dean Lawrence Tomlinson Tom Kimber-Smith    | Panoz Esperante GT-LM            | P     | 312   |
| 14     | GT2  | 80  | Team LNT                                    | Richard Dean Lawrence Tomlinson Tom Kimber-Smith    | Ford (Élan) 5.0L V8              | P     | 312   |
| 15     | GT2  | 23  | Alex Job Racing                             | Mike Rockenfeller Klaus Graf Graham Rahal           | Porsche 911 GT3-RSR              | M     | 311   |
| 15     | GT2  | 23  | Alex Job Racing                             | Mike Rockenfeller Klaus Graf Graham Rahal           | Porsche 3.6L Flat-6              | M     | 311   |
| 16     | LMP2 | 33  | Barazi-Epsilon                              | Michael Vergers Juan Barazi Elton Julian            | Courage C65                      | M     | 293   |
| 16     | LMP2 | 33  | Barazi-Epsilon                              | Michael Vergers Juan Barazi Elton Julian            | AER P07 2.0L Turbo I4            | M     | 293   |
| 17     | GT2  | 31  | Petersen Motorsports White Lightning Racing | Jörg Bergmeister Tim Bergmeister Niclas Jönsson     | Porsche 911 GT3-RSR              | M     | 292   |
| 17     | GT2  | 31  | Petersen Motorsports White Lightning Racing | Jörg Bergmeister Tim Bergmeister Niclas Jönsson     | Porsche 3.6L Flat-6              | M     | 292   |
| 18     | GT2  | 86  | Spyker Squadron b.v.                        | Jeroen Bleekemolen Mike Hezemans                    | Spyker C8 Spyder GT2-R           | M     | 281   |
| 18     | GT2  | 86  | Spyker Squadron b.v.                        | Jeroen Bleekemolen Mike Hezemans                    | Audi 3.8L V8                     | M     | 281   |
| 19     | GT1  | 25  | Konrad Motorsport                           | Terry Borcheller Jean-Philippe Belloc Tom Weickardt | Saleen S7-R                      | P     | 275   |
| 19     | GT1  | 25  | Konrad Motorsport                           | Terry Borcheller Jean-Philippe Belloc Tom Weickardt | Ford 7.0L V8                     | P     | 275   |
| 20 Abd | GT2  | 79  | J-3 Racing                                  | Tim Sugden Wolf Henzler Jim Matthews                | Porsche 911 GT3-RSR              | Y     | 267   |
| 20 Abd | GT2  | 79  | J-3 Racing                                  | Tim Sugden Wolf Henzler Jim Matthews                | Porsche 3.6L Flat-6              | Y     | 267   |
| 21 Abd | GT2  | 78  | J-3 Racing                                  | Spencer Pumpelly Jep Thorton Mark Patterson         | Porsche 911 GT3-RSR              | Y     | 263   |
| 21 Abd | GT2  | 78  | J-3 Racing                                  | Spencer Pumpelly Jep Thorton Mark Patterson         | Porsche 3.6L Flat-6              | Y     | 263   |
| 22 Abd | LMP2 | 8   | B-K Motorsports                             | Guy Cosmo James Bach Raphael Matos                  | Courage C65                      | G     | 262   |
| 22 Abd | LMP2 | 8   | B-K Motorsports                             | Guy Cosmo James Bach Raphael Matos                  | Mazda R20B 2.0L 3-rotor          | G     | 262   |
| 23     | GT2  | 85  | Spyker Squadron b.v.                        | Donny Crevels Peter Kox                             | Spyker C8 Spyder GT-2            | M     | 248   |
| 23     | GT2  | 85  | Spyker Squadron b.v.                        | Donny Crevels Peter Kox                             | Audi 3.8L V8                     | M     | 248   |
| 24 Abd | GT2  | 55  | Farnbacher Loles Racing                     | Dominik Farnbacher Pierre Ehret Lars-Erik Nielsen   | Porsche 911 GT3-RSR              | Y     | 198   |
| 24 Abd | GT2  | 55  | Farnbacher Loles Racing                     | Dominik Farnbacher Pierre Ehret Lars-Erik Nielsen   | Porsche 3.6L Flat-6              | Y     | 198   |
| 25 Abd | GT2  | 21  | BMW Team PTG                                | Bill Auberlen Joey Hand Ian James                   | BMW M3 GTR                       | Y     | 197   |
| 25 Abd | GT2  | 21  | BMW Team PTG                                | Bill Auberlen Joey Hand Ian James                   | BMW 3.2L I6                      | Y     | 197   |
| 26 Abd | LMP2 | 7   | Penske Racing                               | Timo Bernhard Romain Dumas Patrick Long             | Porsche RS Spyder                | M     | 193   |
| 26 Abd | LMP2 | 7   | Penske Racing                               | Timo Bernhard Romain Dumas Patrick Long             | Porsche MR6 3.4L V8              | M     | 193   |
| 27 Abd | LMP1 | 20  | Dyson Racing                                | Guy Smith Chris Dyson                               | Lola B06/10                      | M     | 173   |
| 27 Abd | LMP1 | 20  | Dyson Racing                                | Guy Smith Chris Dyson                               | AER P32T 3.6L Turbo V8           | M     | 173   |
| 28 NC  | GT2  | 56  | Vonka Racing                                | Jan Vonka Mauro Casadei Bo McCormick                | Porsche 911 GT3-RS               | D     | 130   |
| 28 NC  | GT2  | 56  | Vonka Racing                                | Jan Vonka Mauro Casadei Bo McCormick                | Porsche 3.6L Flat-6              | D     | 130   |
| 29 Abd | LMP1 | 9   | Highcroft Racing                            | Duncan Dayton Gregor Fisken Richard Knoop           | MG-Lola EX257                    | D     | 128   |
| 29 Abd | LMP1 | 9   | Highcroft Racing                            | Duncan Dayton Gregor Fisken Richard Knoop           | AER P07 2.0L Turbo I4            | D     | 128   |
| 30 Abd | GT2  | 22  | BMW Team PTG                                | Justin Marks Bryan Sellers Martin Jensen            | BMW M3 GTR                       | Y     | 124   |
| 30 Abd | GT2  | 22  | BMW Team PTG                                | Justin Marks Bryan Sellers Martin Jensen            | BMW 3.4L I6                      | Y     | 124   |
| 31 Abd | LMP1 | 12  | Autocon Motorsports                         | Michael Lewis Chris McMurry Bryan Willman           | MG-Lola EX257                    | D     | 121   |
| 31 Abd | LMP1 | 12  | Autocon Motorsports                         | Michael Lewis Chris McMurry Bryan Willman           | AER P07 2.0L Turbo I4            | D     | 121   |
| 32 Abd | LMP1 | 1   | Audi Sport North America                    | Frank Biela Marco Werner Emanuele Pirro             | Audi R10 TDI                     | M     | 117   |
| 32 Abd | LMP1 | 1   | Audi Sport North America                    | Frank Biela Marco Werner Emanuele Pirro             | Audi TDI 5.5L Turbo V12 (Diesel) | M     | 117   |
| 33 Abd | GT2  | 51  | Multimatic Motorsports Team Panoz           | Gunnar Jeannette Tommy Milner Bruno Junqueira       | Panoz Esperante GT-LM            | P     | 71    |
| 33 Abd | GT2  | 51  | Multimatic Motorsports Team Panoz           | Gunnar Jeannette Tommy Milner Bruno Junqueira       | Ford (Élan) 5.0L V8              | P     | 71    |
| 34 Abd | GT1  | 26  | Konrad Motorsport                           | Fabio Babini Paolo Ruberti Jamie Davies             | Saleen S7-R                      | P     | 66    |
| 34 Abd | GT1  | 26  | Konrad Motorsport                           | Fabio Babini Paolo Ruberti Jamie Davies             | Ford 7.0L V8                     | P     | 66    |
| 35 Abd | LMP2 | 10  | Miracle Motorsports                         | Andy Lally James Gue                                | Courage C65                      | K     | 62    |
| 35 Abd | LMP2 | 10  | Miracle Motorsports                         | Andy Lally James Gue                                | AER P07 2.0L Turbo I4            | K     | 62    |